# Amazilia luciae
Colibri-hondurenho ou beija-flor-das-honduras (Amazilia luciae, também Polyerata luciae) é uma espécie de ave da família Trochilidae (beija-flores).
Apenas pode ser encontrada na Honduras.
Os seus habitats naturais são: regiões subtropicais ou tropicais húmidas secas de forestas e matagal tropical ou subtropical secas.
Esta espécie está ameaçada por perda de habitat.